# Bund Deutscher Blasmusikverbände
Der Bund Deutscher Blasmusikverbände e. V. (kurz: BDB) ist ein Zusammenschluss von Blasmusikverbänden in Südwestdeutschland. Der Verband hat seinen Sitz in Staufen im Breisgau. Amtierender Präsident des BDB ist Patrick Rapp, Mitglied im Landtag von Baden-Württemberg. Der BDB ist Mitgliedsverband der Bundesvereinigung Deutscher Musikverbände.

## Mitgliedsverbände
Dem BDB gehören 16 Mitgliedsverbände aus drei Bundesländern an. Insgesamt vertritt der Verband ca. 250.000 Musiker (davon 70.000 aktive Musiker) in 1.100 Mitgliedsvereinen (Stand 2019). Die 16 Mitgliedsverbände des BDB in Baden-Württemberg liegen vor allem im ehemaligen Badischen Landesteil.
Im Einzelnen sind die Mitgliedsverbände:
- Acher- und Renchtalmusikverband
- Alemannischer Musikverband
- Blasmusikverband Hegau-Bodensee 1893
- Blasmusikverband Hochrhein
- Blasmusikverband Hochschwarzwald
- Blasmusikverband Kaiserstuhl-Tuniberg
- Blasmusikverband Karlsruhe
- Blasmusikverband Kinzigtal
- Blasmusikverband Mittelbaden
- Blasmusikverband Odenwald-Bauland
- Blasmusikverband Ortenau
- Blasmusikverband Schwarzwald-Baar
- Musikverband Untermain
- Kreismusikverband Germersheim
- Markgräfler Musikverband
- Oberbadischer Blasmusikverband Breisgau[2]

## BDB-Musikakademie
Der BDB unterhält in Staufen im Breisgau eine eigene Musikakademie in der Fortbildungsveranstaltungen angeboten werden (z. B. Instrumentalausbildung, Dirigentenausbildung, Seminare für Vorstände und Kassierer). Die Akademie bietet Übernachtungsmöglichkeiten für bis zu 65 Personen und verfügt über drei Seminarräume, zwei Hörsäle, einen Konferenzraum und einen 2006 erbauten Orchestersaal.

## Präsidenten
| Name               | Von  | Bis  |
| ------------------ | ---- | ---- |
| Emil Dörle         | 1950 | 1954 |
| Hermann Albrecht   | 1954 | 1968 |
| Walter Schäfer     | 1968 | 1982 |
| Norbert Nothhelfer | 1982 | 1995 |
| Fritz Hörter       | 1995 | 2001 |
| Helmut Rau         | 2001 | 2014 |
| Patrick Rapp       | 2014 | –    |